# Xylophylla
Xylophylla é um gênero de traça pertencente à família Arctiidae.